# ألبرتو براليا
ألبرتو براليا (Alberto Braglia) هو لاعب أولمبي لرياضة الجمباز من إيطاليا. شارك في الأولمبياد الصيفي في 1908–1912، وفاز بما مجموعه 3 ميداليات.

## الميداليات
| ذهب | فضة | برونز | المجموع |
| 3   | 0   | 0     | 3       |

## روابط خارجية
- ألبرتو براليا على موقع الاتحاد الدولي للجمباز (licence) (الإنجليزية)
- ألبرتو براليا على موقع الاتحاد الدولي للجمباز (biography) (الإنجليزية)
- ألبرتو براليا على موقع اللجنة الأولمبية الدولية (الإنجليزية)
- ألبرتو براليا على موقع أوليمبيديا (الإنجليزية)
- ألبرتو براليا على موقع اللجنة الأولمبية الإيطالية (الإيطالية)